# Exocentrus woodlarkianus
Exocentrus woodlarkianus là một loài bọ cánh cứng trong họ Cerambycidae.